# Nguyễn Sùng Lãm
Nguyễn Sùng Lãm (1925–2012) là một sĩ quan cấp cao trong Quân đội nhân dân Việt Nam, hàm Trung tướng, nguyên Trưởng đoàn Quân sự Việt Nam tại Cuba, Tư lệnh Đặc khu Quảng Ninh, Phó Tư lệnh Quân khu 1, Phó Tư lệnh Quân khu 4, Tham mưu phó Quân khu Trị Thiên

## Thân thế và sự nghiệp
Ông tên khai sinh Nguyễn Văn Tài, quê tại xã Thất Hùng, huyện Kinh Môn, tỉnh Hải Dương.
Tham gia Cách mạng từ tháng 5 năm 1945.
Tháng 6 năm 1945, ông nhập ngũ Từ tháng 6 năm là Chiến sĩ thuộc chiến khu Trần Hưng Đạo (Đệ tứ chiến khu).
Do những thành tích chỉ huy và chiến đấu, tháng 10 năm 1948, ông được chính thức kết nạp vào Đảng Lao động Việt Nam (Đảng Cộng sản Việt Nam).
Tháng 12 năm 1949, ông chuyển về làm Đại đội trưởng thuộc Trung đoàn 64, Trung đoàn 42 Liên khu 3.
Từ tháng 1 năm 1950 đến tháng 12 năm 1955, ông là Tiểu đoàn trưởng, Trung đoàn trưởng Trung đoàn 64, Tham mưu trưởng Sư đoàn 320.
Từ năm 1956 đến năm 1959, ông học tại Học viện Quân sự Bắc Kinh Trung Quốc.
Từ tháng 1 năm 1960 đến tháng 9 năm 1967, ông là Sư đoàn phó rồi Sư đoàn trưởng Sư đoàn 320.
Từ tháng 10 năm 1967 đến tháng 12 năm 1970, ông là Sư đoàn trưởng Sư đoàn 320, Tư lệnh Mặt trận 7 Quảng Trị thuộc Quân khu Trị Thiên, chiến đấu và chỉ huy bộ đội chiến đấu ở Mặt trận B5, chiến dịch đường 9 Khe Sanh, chiến dịch đường 9 Nam Lào.
Từ năm 1971 đến năm 1973, ông là Sư đoàn trưởng Sư đoàn 320B rồi Tham mưu phó Quân khu Trị Thiên, chiến đấu tại chiến trường Quảng Trị, Thừa Thiên Huế.
Từ năm 1974 đến năm 1978, ông là Phó tư lệnh Quân khu 4, rồi được cử đi học tại Học viện Quân sự Bộ Tổng tham mưu Vôrôsilốp của Liên Xô và Trường Đảng Nguyễn Ái Quốc.
Từ năm 1979 đến năm 1981, ông là Phó tư lệnh Quân khu 1, Phó tư lệnh Đặc khu Quảng Ninh.
Từ năm 1982 đến năm 1987, ông là Tư lệnh Đặc khu Quảng Ninh.
Từ tháng 1 năm 1988 đến tháng 12 năm 1991, ông là Trưởng đoàn Chuyên gia Quân sự Việt Nam tại Cuba.
Từ tháng 1 năm 1992 đến tháng 3 năm 1996, ông về Quân khu 3 nghỉ chế độ.
Tháng 4 năm 1996, ông được Nhà nước cho nghỉ hưu
Ông được phong hàm Thiếu tướng năm 1980, hàm Trung tướng năm 1986.

## Khen thưởng
- Huân chương Quân công hạng nhất, nhì[1][2]
- Huân chương Chiến thắng hạng nhì[1][2]
- Huân chương Chiến công hạng nhất, hạng nhì[1][2]
- Huân chương Kháng chiến chống Mỹ hạng nhất[1][2]
- Huân chương Chiến sĩ vẻ vang hạng nhất, nhì, ba[1][2]
- Huân chương Chiến sĩ giải phóng hạng nhất, nhì, ba[1][2]
- Huy chương Quân kỳ quyết thắng[1][2]
- Huân chương Che Guevara (của Nhà nước Cuba)[1][2]
- Huy hiệu 50 năm tuổi Đảng[1][2]